# Schwerbach
Schwerbach est une municipalité allemande située dans le land de Rhénanie-Palatinat et l'arrondissement de Birkenfeld.